# 上龛乡
上龛乡，是中华人民共和国湖北省十堰市房县下辖的一个乡镇级行政单位。

## 行政区划
上龛乡下辖以下地区：
范家垭村、仓坪村、白玉村、黄龙村、双龙村、湖溪村、荆竹园村和二荒村。